# Christine Nesbitt
Christine Nesbitt   (Melbourne, 17 de maig de 1985) és una ex-patinadora sobre gel australiana.
Va guanyar una medalla de plata en la prova per equips als Jocs Olímpics d'Hivern de 2006 a Torí i posteriorment la medalla d'or en la prova de 1000 metres als Jocs Olímpics d'Hivern de Vancouver 2010.
També va guanyar la prova de sprint en els campionats del món de 2011, la prova de 1500 metres el 2012, tres vegades la prova de 1000 metres (2009, 2011, 2012) i tres vegades campiona del món en la persecució per equips (2007, 2009, 2011). El 4 de juny de 2015 va anunciar la seva retirada de l'esport.
Nesbitt va ostentar anteriorment el rècord mundial en la prova de 1000 metres, amb un temps de 1:12:68 registrat a Calgary el 28 de gener de 2012.